# 富瓦烯
富瓦烯（英語：Fulvalene），分子式为C10H8，是萘的同分异构体之一。富瓦烯有两个环戊二烯结构。富瓦烯是富瓦烯类（fulvalenes）的一种。富瓦烯不具有芳香性。